# Vassel
Vassel település Franciaországban, Puy-de-Dôme megyében. Lakosainak száma 295 fő (2022. január 1.). Vassel Bouzel, Chas, Chauriat, Espirat és Vertaizon községekkel határos.

## Népesség
A település népessége az elmúlt években az alábbi módon változott:
| Lakosok száma | 268  | 282  | 292  | 289  | 291  | 302  | 300  | 297  | 295  |
|               | 2013 | 2015 | 2016 | 2017 | 2018 | 2019 | 2020 | 2021 | 2022 |